# Tarquinia bianco amabile
Il Tarquinia bianco amabile è un vino DOC la cui produzione è consentita nelle province di Roma e Viterbo.

## Caratteristiche organolettiche
- colore: giallo paglierino
- odore: fruttato, gradevole, delicato
- sapore: amabile

## Produzione
Provincia, stagione, volume in ettolitri
- nessun dato disponibile